# Talbystrand
Talbystrand este o arie protejată (arie specială de conservare — SAC, sit de importanță comunitară — SCI) din Suedia întinsă pe o suprafață de 6,3 ha, integral pe uscat.

## Localizare
Centrul sitului Talbystrand este situat la coordonatele 59°13′56″N 17°36′32″E / 59.2322°N 17.6089°E.

## Înființare
Situl Talbystrand a fost declarat sit de importanță comunitară în iunie 2001 pentru a proteja 1 specie de plante. Situl a fost protejat și ca arie specială de conservare în martie 2011.

## Biodiversitate
Situată în ecoregiunea boreală, aria protejată conține 2 habitate naturale: Taiga vestică, Păduri de conifere pe eskere fluvioglaciare sau legate la acestea.
La baza desemnării sitului se află o specie protejată de  plante: Buxbaumia viridis.